# 岡山県道415号工門勝央線
岡山県道415号工門勝央線（おかやまけんどう415ごう くもんしょうおうせん）は、岡山県津山市から勝田郡勝央町に至る一般県道である。

## 概要
津山市新野東と勝田郡勝央町黒坂を結ぶ。

### 路線データ
- 起点：津山市新野東（工門交差点、国道53号交点、岡山県道348号堀坂勝北線起点）
- 終点：勝田郡勝央町黒坂（黒坂交差点、国道179号交点、岡山県道52号勝央仁堀中線起点）
- 総延長：9.7 km
- 実延長：9.0 km

## 歴史
- 1972年（昭和47年）
  - 3月21日 - 岡山県告示第263号により認定される。
  - 秋ごろ - 岡山県の県道番号再編（固定番号制導入）により現行の路線名称に変更される。
- 2005年（平成17年）2月28日 - 津山市が勝田郡勝北町・久米郡久米町・苫田郡加茂町・苫田郡阿波村を編入したことに伴い起点の地名表記が変更される（勝田郡勝北町新野東→津山市新野東）。

## 路線状況

### 重複区間
- 国道429号（津山市下野田）

## 地理

### 通過する自治体
- 岡山県
  - 津山市 - 勝田郡勝央町

### 交差する道路
| 交差する道路                                      | 市町村名 | 市町村名 | 交差する場所 | 交差する場所      |
| ------------------------------------------------- | -------- | -------- | ------------ | ----------------- |
| 国道53号 岡山県道348号堀坂勝北線                  | 津山市   | 津山市   | 新野東       | 工門交差点 / 起点 |
| 津山広域農道                                      | 津山市   | 津山市   | 安井         | 大西交差点        |
| 国道429号 重複区間起点                            | 津山市   | 津山市   | 下野田       |                   |
| 国道429号 重複区間起点                            | 津山市   | 津山市   | 下野田       |                   |
| 岡山県道412号福井美作大崎停車場線                 | 津山市   | 津山市   | 福井         |                   |
| 国道179号 国道374号 重複 岡山県道52号勝央仁堀中線 | 勝田郡   | 勝央町   | 黒坂         | 黒坂交差点 / 終点 |

### 交差する鉄道
- 姫新線

### 沿線
- 津山市立勝加茂小学校
- 田熊（たのくま）の舞台 - 国指定重要有形民俗文化財。
- JR西日本姫新線 西勝間田駅